# Scyphellandra virgata
Scyphellandra virgata Thwaites – gatunek rośliny z monotypowego rodzaju Scyphellandra w obrębie rodziny fiołkowatych (Violaceae). Występuje naturalnie na Sri Lance, w Mjanmie, Tajlandii, Malezji, Laosie, Wietnamie oraz na chińskiej wyspie Hajnan. 

## Morfologia
PokrójZimozielony krzew dorastający do 1 m wysokości.
LiścieBlaszka liściowa ma owalny lub eliptyczny kształt. Mierzy 3–4 cm długości oraz 1,5–2 cm szerokości, jest piłkowana na brzegu, ma klinową nasadę i ostry lub tępy wierzchołek. Przylistki są od lancetowatych do trójkątnych. Ogonek liściowy jest omszony i ma 3 mm długości.
KwiatyPojedyncze lub zebrane po 2–3 w pęczkach, wyrastają z kątów pędów. Mają działki kielicha o niemal trójkątnym kształcie. Płatki są podługowate i mają białą barwę.
OwoceTorebki o podługowatym kształcie.

## Biologia i ekologia
Rośnie w lasach i zaroślach. Występuje na wysokości do 600 m n.p.m.